# Anthene arnoldi
Anthene arnoldi är en fjärilsart som beskrevs av Jones 1918. Anthene arnoldi ingår i släktet Anthene och familjen juvelvingar. Inga underarter finns listade i Catalogue of Life.